# Mad et Gloria
Mad et Gloria sont une série de bande dessinée créée par Valérie Hastings et Ray Bailey sous le titre anglais Wendy and Jinx. Traduite en français, cette série paraît dans l'hebdomadaire Line de 1955 à 1960. Elle est publiée en albums par les Éditions du Lombard. Elle présente les aventures policières et sentimentales de deux collégiennes.

## Trame
Mad et Gloria sont deux adolescentes, élèves au collège du Manoir, où surviennent de curieux événements. Se transformant en détectives, elles mènent l'enquête, vivent des aventures sentimentales, policières ou sportives et résolvent successivement les différents mystères.

## Historique de la série
Ray Bailey et Valérie Hastings sont les auteurs de cette série, parue en Angleterre dans le magazine Girl sous le titre Wendy and Jinx. Traduite en français sous le titre Mad et Gloria, cette série paraît à la une de l'hebdomadaire pour jeunes filles Line, à partir de 1955. La publication se poursuit jusqu'en 1960. Selon Filippini, Hasting prend la suite de Bailey pour les dessins et l'auteur des textes n'est pas connu ; pour Bedetheque, Bailey est le dessinateur et Hastings l'auteur des textes. Trois albums sont publiés aux éditions du Lombard et chez Dargaud, en 1958 et 1959,.

## Jugements sur la série
Pour Henri Filippini, le scénario donne un rythme rapide ; les dessins de Ray Bailey sont précis et réalistes, proches de la photo mais restent décents.

## Albums
1. Le Mystère de la patinoire, Éditions du Lombard / Dargaud, 1958, 48 planches ;
2. Le Trésor de la ferme aux douves, Éditions du Lombard / Dargaud, 1959,  48 planches ;
3. Aventure sur la Riviera, Éditions du Lombard / Dargaud, 1959, 50 planches.